# باشگاه فوتبال سپاهان در فصل ۸۸–۱۳۸۷
در این صفحه شما اطلاعات سپاهان اصفهان در فصل ۸۸–۱۳۸۷ فوتبال ایران را خواهید دید. سپاهان اصفهان در این فصل در ۸۸–۱۳۸۷|لیگ برتر هشتم ، ۸۸–۱۳۸۷|جام حذفی بیست و دوم و ۲۷ امین دوره لیگ قهرمانان آسیا شرکت کرد.

## مسابقات

### لیگ برتر

#### جدول لیگ
| رتبه | تیم      | بازی | برد | مساوی | باخت | گل زده | گل خورده | گل تفاضل | امتیاز | صعود یا سقوط                                |
| ---- | -------- | ---- | --- | ----- | ---- | ------ | -------- | -------- | ------ | ------------------------------------------- |
| ۲    | ذوب‌آهن   | ۳۴   | ۱۹  | ۹     | ۶    | ۵۸     | ۴۲       | ۱۶+      | ۶۶     | صعود به مرحله گروهی لیگ قهرمانان آسیا ۲۰۱۰  |
| ۳    | مس       | ۳۴   | ۱۷  | ۱۰    | ۷    | ۵۴     | ۳۶       | ۱۸+      | ۶۱     | صعود به مرحله گروهی لیگ قهرمانان آسیا ۲۰۱۰  |
| ۴    | سپاهان   | ۳۴   | ۱۴  | ۱۴    | ۶    | ۴۶     | ۳۴       | ۱۲+      | ۵۶     | صعود به مرحله گروهی لیگ قهرمانان آسیا ۲۰۱۰۱ |
| ۵    | پرسپولیس | ۳۴   | ۱۵  | ۱۰    | ۹    | ۵۰     | ۴۱       | ۹+       | ۵۵     |                                             |
| ۶    | صبا      | ۳۴   | ۱۲  | ۱۷    | ۵    | ۴۹     | ۳۶       | ۱۳+      | ۵۳     |                                             |

## مربی
پیش از شروع فصل جدید لیگ برتر انگین فیرات اهل ترکیه دستیار علی دایی در تیم ملی فوتبال ایران به عنوان سرمربی سپاهان منصوب شد. سپاهان با مربی‌گری فیرات در ۱۱ بازی ۱۴ امتیاز کسب کرد. فیرات به دلیل همین نتایج ضعیف برکنار شد و حسین چرخابی سرمربی سابق سپاهان نوین و مشاور فنی سپاهان، به عنوان مربی موقت در بازی با تیم‌های مس کرمان، پیام مشهد و داماش گیلان روی نیمکت سپاهان نشست و ۷ امتیاز از این سه بازی خانگی کسب کرد. سرانجام وی در ۲۷ آبان ۱۳۸۷ رسماً به عنوان سرمربی سپاهان معرفی شد.
اما در هفته بیستم لیگ فرهاد کاظمی جای چرخابی را در نیمکت مربی‌گری سپاهان گرفت.

## بازیکنان
رحمان احمدی - سید هادی عقیلی - محسن بنگر - جلال اکبری - آرماندو میگوئل - عبدالوهاب ابوالهیل - فرشاد بهادرانی - هادی اصغری - احمد جمشیدیان - عماد محمد رضا - احسان حاج صفی - حسین پاپی - اسماعیل کریمیان - ابراهیم لوینیان - مهدی جعفرپور - حمید عزیززاده - محمدرضا زارع - حامد کیانی راد - بهمن طهماسبی - عباس محمدی - امیر هوشنگ سعادتی - هادی جعفری - محرم نوید کیا - شهریار شیروند - ژاک الونگ الونگ - رسول خطیبی

## لیگ برتر
سپاهان در نهایت با کسب ۵۶ امتیاز از سی و چهار بازی در رده چهارم بعد از تیم‌های استقلال، ذوب آهن و مس و بالاتر از پرسپولیس و صبا ایستاد؛ ولی با این حال به دلیل قهرمانی ذوب آهن در جام حذفی برای چهارمین دوره پیاپی به لیگ قهرمانان آسیا راه یافت.